# Hypoderma sinense
Hypoderma sinense är en tvåvingeart som beskrevs av Pleske 1926. Hypoderma sinense ingår i släktet Hypoderma och familjen styngflugor. Inga underarter finns listade i Catalogue of Life.